# 大博亞努鄉
47°23′N 22°32′E / 47.383°N 22.533°E
大博亞努鄉（羅馬尼亞語：Comuna Boianu Mare, Bihor），是羅馬尼亞的鄉份，位於該國西北部，由比霍爾縣負責管轄，面積41平方公里，海拔高度222米，2007年人口1,404，人口密度每平方公里34人。